# ジョン・ストレイチー (ジャーナリスト)
ジョン・セント・ロー・ストレイチー（John St Loe Strachey、1860年2月9日 - 1927年）は、イギリスのジャーナリスト、ニュース・メディア経営者。
ストレイチーは、第3代準男爵エドワード・ストレイチーと、その妻メアリ・イザベラ（Mary Isabella：旧姓シモンズ (Symonds)）の次男であり、初代男爵エドワード・ストレイチー (Edward Strachey, 1st Baron Strachie) の弟、ヘンリー・ストレイチーの兄である。オックスフォード大学ベリオール・カレッジに学び、後に弁護士資格を得たが、ジャーナリズムの道に進んだ。1887年から1925年まで、ストレイチーは週刊誌『The Spectator』の編集人であった。ストレイチーは外交官サー・セシル・スプリング・ライス (Sir Cecil Spring Rice) の親友で、信頼を得ており、永年にわたり通信のやりとりをしていた。

## 家族
ストレイチーは、1887年7月13日に、妻エイミー（Amy、1866年 - 1957年）と結婚し、ふたりの間には息子2人と娘1人が生まれた。ストレイチーの同名の息子、ジョン・ストレイチー (John Strachey) は、長じて労働党の政治家、大臣となった。また、娘アマベル (Amabel) は、建築家クロー・ウィリアムス・エリス (Clough Williams-Ellis) と結婚した。

## おもな著書
- The Adventure of Living (1922) - 自伝
- The River of Life (1924)
- The Madonna of the Barricades  (1925) - 小説
- American Soundings (1925).